# Festival Eurovisão da Canção Júnior 2017
O Festival Eurovisão da Canção Júnior 2017 será a décima quinta edição do  Festival Eurovisão da Canção Júnior, organizado pela Radiodifusão Pública Georgiana (GPB) e a União Europeia de Radiodifusão (UER). Foi confirmado em 26 de fevereiro de 2017 que a capital da  Geórgia, Tbilissi. Essa será a quinta vez que o país ganhador da edição anterior sediará a corrente edição. O slogan e o design, "Shine Bright", foram revelados em maio do mesmo ano durante a versão adulta do festival. Dezasseis países irão participar no certame. Portugal retorna ao festival, após exactos 10 anos da sua última participação. Entretanto, Bulgária e Israel se retiram.

## Sede do festival
A UER confirmou em fevereiro que o festival seria realizado na Geórgia. Esta será a primeira vez na história que o evento será realizado na Geórgia,apesar de que o país de ganhar o evento três vezes e ser o país que mais ganhou o evento na história do mesmo.Em 26 de fevereiro de confirmou que o evento será realizado em Tblissi,a capital e em 16 de março houve a confirmação de que o Palácio de Desportos de Tblissi seria o local escolhido. Mas,em 9 de agosto de 2017,foi se anunciado que o evento foi transferido para o Palácio de Desportos Olímpicos,com a capacidade de 4 mil pessoas.A mudança foi feita devido ao fato de que a arena menor ter sido considerada melhor para sediar o evento.

## Festival
| #   | País               | Língua             | Artista                      | Canção                 | Tradução para Português    | Lugar | Pontuação |
| --- | ------------------ | ------------------ | ---------------------------- | ---------------------- | -------------------------- | ----- | --------- |
| 1º  | Chipre             | Grego e Inglês     | Nicole Nicolaou              | "I Wanna Be a Star"    | Quero ser uma estrela      | 16º   | 45        |
| 2º  | Polónia            | Polaco             | Alicja Rega                  | "Mój Dom"              | O meu lar                  | 8º    | 138       |
| 3º  | Países Baixos      | Holandês e Inglês  | Fource                       | "Love Me"              | Ama-me                     | 4º    | 156       |
| 4º  | Arménia            | Arménio e Inglês   | Misha                        | "Boomerang"            | Boomerang                  | 6º    | 148       |
| 5º  | Bielorrússia       | Russo              | Helena Meraai                | "I Am the One"         | Eu sou                     | 5º    | 149       |
| 6º  | Portugal           | Português          | Mariana Venâncio             | "Youtuber"             | Youtuber                   | 14º   | 54        |
| 7º  | Irlanda            | Irlandês           | Muireann McDonnell           | "Súile Glasa"          | Olhos verdes               | 15º   | 54        |
| 8º  | Macedónia do Norte | Macedónio e Inglês | Mina Blažev                  | "Dancing Through Life" | Dançar para a vida         | 12º   | 69        |
| 9º  | Geórgia            | Georgiano          | Grigol Kipshidze             | "Voice of the Heart"   | Voz do coração             | 2º    | 185       |
| 10º | Albânia            | Albanês e Inglês   | Ana Kodra                    | "Don't Touch My Tree"  | Não toques na minha árvore | 13º   | 67        |
| 11º | Ucrânia            | Ucraniano e Inglês | Anastasiya Baginska          | "Don't Stop"           | Não pares                  | 7º    | 147       |
| 12º | Malta              | Inglês e Maltês    | Gianluca Cilia               | "Dawra Tond"           | Dar voltas                 | 9º    | 107       |
| 13º | Rússia             | Russo e Inglês     | Polina Bogusevich            | "Wings"                | Asas                       | 1º    | 188       |
| 14º | Sérvia             | Sérvio             | Irina Brodić & Jana Paunović | "Ceo svet je naš"      | O mundo inteiro é nosso    | 10º   | 92        |
| 15º | Austrália          | Inglês             | Isabella Clarke              | "Speak Up"             | Fala                       | 3º    | 172       |
| 16º | Itália             | Italiano e Inglês  | Maria Iside Fiore            | "Scelgo (My Choice)"   | Escolha (a minha escolha)  | 11º   | 86        |

## Scoresheet

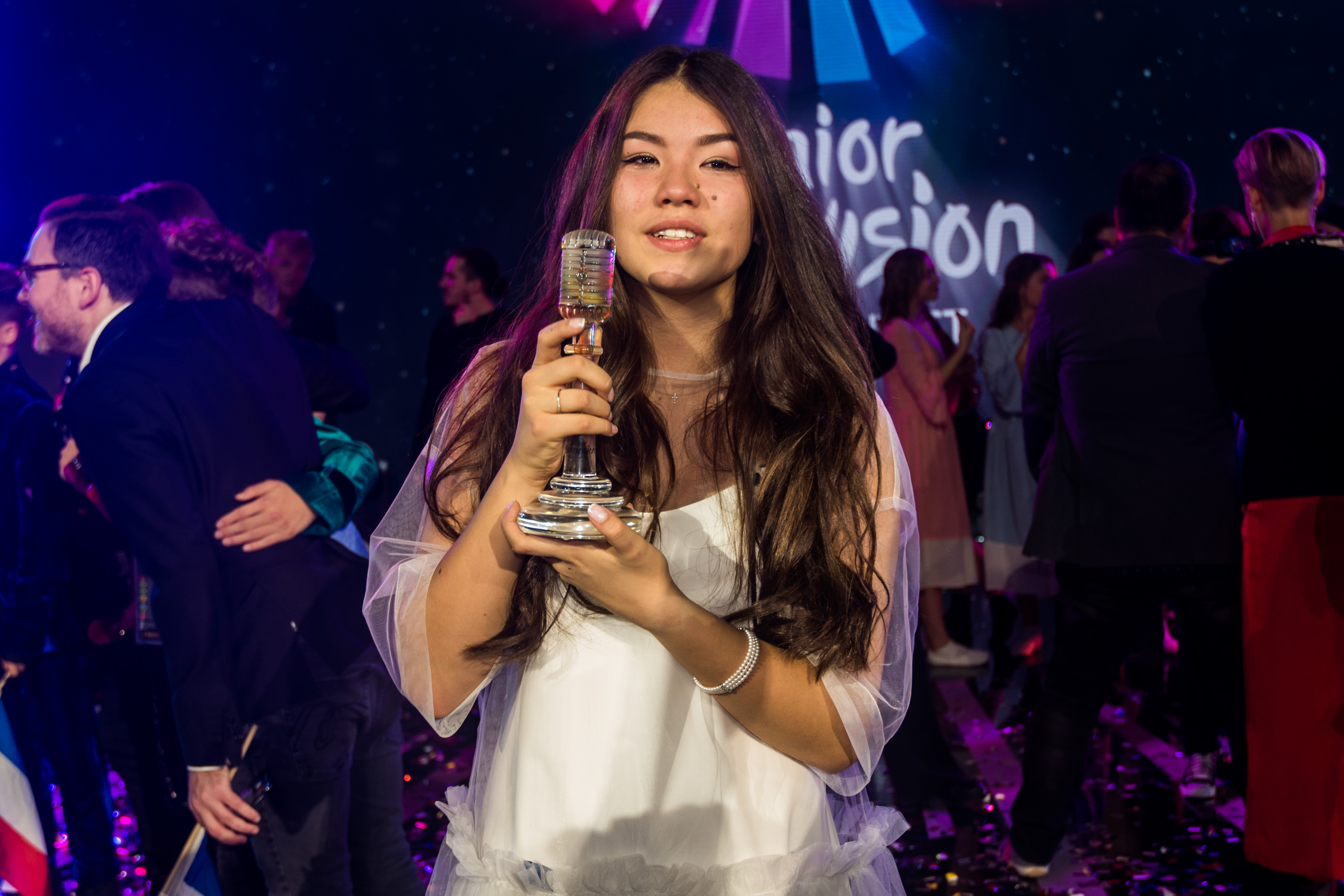
Polina Bogusevich with the trophy

| 1  | Geórgia            | 143 | Países Baixos      | 112 |
| 2  | Rússia             | 122 | Malta              | 81  |
| 3  | Austrália          | 93  | Austrália          | 79  |
| 4  | Arménia            | 92  | Bielorrússia       | 69  |
| 5  | Bielorrússia       | 80  | Ucrânia            | 67  |
| 6  | Ucrânia            | 80  | Rússia             | 66  |
| 7  | Polónia            | 77  | Polónia            | 61  |
| 8  | Sérvia             | 48  | Arménia            | 56  |
| 9  | Países Baixos      | 44  | Itália             | 49  |
| 10 | Itália             | 37  | Portugal           | 45  |
| 11 | Albânia            | 32  | Sérvia             | 44  |
| 12 | Macedónia do Norte | 28  | Geórgia            | 42  |
| 13 | Malta              | 26  | Irlanda            | 42  |
| 14 | Irlanda            | 12  | Macedónia do Norte | 41  |
| 15 | Portugal           | 9   | Chipre             | 40  |
| 16 | Chipre             | 5   | Albânia            | 35  |

|                 |                 | Results |         |         |         |         |          |         |           |         |         |         |       |        |        |           |        |    |    |
| Pontuação total | Votação on-line | Chipre  | Polônia | Holanda | Armênia | Belarus | Portugal | Irlanda | Macedônia | Georgia | Albânia | Ucrânia | Malta | Rússia | Serbia | Australia | Italia |    |    |
| Contestants     | Cyprus          | 45      | 40      |         | 2       |         | 1        |         |           | 2       |         |         |       |        |        |           |        |    |    |
| Contestants     | Poland          | 138     | 61      | 1       |         | 10      | 6        | 4       | 5         | 12      | 7       | 2       | 8     | 3      | 6      | 5         | 1      | 6  | 1  |
| Contestants     | Netherlands     | 156     | 112     | 5       | 4       |         | 10       | 6       |           |         |         | 1       |       | 4      |        | 4         | 5      |    | 5  |
| Contestants     | Armenia         | 148     | 56      | 12      | 10      |         |          | 8       | 8         |         | 2       | 10      | 10    | 10     | 7      | 10        | 2      | 3  |    |
| Contestants     | Belarus         | 149     | 69      | 6       | 5       | 2       | 7        |         | 10        | 1       | 5       | 5       | 5     | 2      | 12     | 8         | 4      | 8  |    |
| Contestants     | Portugal        | 54      | 45      |         |         |         | 2        |         |           |         |         | 4       |       |        |        |           |        |    | 3  |
| Contestants     | Ireland         | 54      | 42      |         |         |         |          |         | 3         |         |         |         | 3     | 1      |        | 1         |        |    | 4  |
| Contestants     | Macedonia       | 69      | 41      |         | 1       | 3       | 3        | 1       | 1         | 4       |         |         | 6     |        | 5      |           | 3      | 1  |    |
| Contestants     | Georgia         | 185     | 42      | 3       | 12      | 7       | 12       | 12      | 7         | 10      | 10      |         | 12    | 12     | 10     | 12        | 8      | 10 | 6  |
| Contestants     | Albania         | 67      | 35      | 8       |         |         |          |         |           | 7       | 3       |         |       |        |        | 2         |        | 4  | 8  |
| Contestants     | Ukraine         | 147     | 67      | 7       | 6       | 5       | 8        | 5       | 4         | 3       | 6       | 8       | 2     |        | 4      | 3         | 12     | 7  |    |
| Contestants     | Malta           | 107     | 81      |         |         | 6       |          | 2       |           |         | 1       |         |       |        |        |           |        | 5  | 12 |
| Contestants     | Russia          | 188     | 66      | 10      | 8       | 8       | 4        | 10      | 12        | 5       | 12      | 12      | 7     | 5      | 8      |           | 7      | 12 | 2  |
| Contestants     | Serbia          | 92      | 44      |         | 3       | 4       |          |         | 2         | 6       | 8       | 3       | 4     | 7      | 2      |           |        | 2  | 7  |
| Contestants     | Australia       | 172     | 79      | 2       | 7       | 12      | 5        | 7       | 6         | 8       | 4       | 7       | 1     | 8      | 3      | 7         | 6      |    | 10 |
| Contestants     | Italy           | 86      | 49      | 4       |         | 1       |          | 3       |           |         |         | 6       |       | 6      | 1      | 6         | 10     |    |    |

### “12 points”
| N. | Concorrente  | Nação de voto                                            |
| -- | ------------ | -------------------------------------------------------- |
| 6  | Georgia      | Albânia, Armênia, Bielorrússia, Polônia, Rússia, Ucrânia |
| 4  | Rússia       | Austrália, Geórgia, Macedônia, Portugal                  |
| 1  | Armênia      | Chipre                                                   |
| 1  | Austrália    | Países Baixos                                            |
| 1  | Bielorrússia | Malta                                                    |
| 1  | Malta        | Itália                                                   |
| 1  | Polônia      | Irlanda                                                  |
| 1  | Ucrânia      | Sérvia                                                   |

Enviar comentários e opiniões
Histórico
Guardado
Comunidade